# Lichenostomus melanops cassidix
El mielero de casco (Lichenostomus melanops cassidix) es una subespecie y en peligro de extinción del mielero orejigualdo, que habita en estado salvaje solamente como una población minúscula en el estado australiano de Victoria, siendo el único pájaro endémico de este estado australiano. Es el ave estatal de Victoria.